# 狩野舞子
狩野舞子（1988年7月15日—），出生於日本東京都三鷹市，是日本女子排球運動員，身高185公分，體重72公斤，場上位置為二傳手。

## 生涯簡介
狩野的父母及姐姐狩野美雪都是排球選手，在小學4年級時加入三鷹市的大澤體育會開始打球。
在就讀八王子實踐中學時期曾經成為全國都道府縣排球對抗賽的東京都代表隊成員，在初中3年級時入選雅典奧運日本女排18人候選名單（是自24年前中田久美入選以來的第一人）。但是由於正處於青春期，骨骼及肌肉不斷快速地成長而發生嚴重的腰痛，最終落選，與雅典奧運無緣。
進入八王子實踐高校後的第1年以主力身份參加春季高校排球大賽，而高中2年級成為主將，期間腰痛持續。
2007年加入姐姐狩野美雪所屬的久光製藥Springs。2007-08球季開幕戰以先發選手出道，但在2008年2月23日對戰日立佐和Rivale時不慎造成跟腱斷裂而受到重傷，無法入選2008年的日本女排大名單。2009年4月入選日本女排，同年5月入選瑞士女排精英賽及世界女排大獎賽日本女排18人名單，並多次先發上陣。同年的大冠軍杯前再次因傷而退；而在2010年聯賽舉行期間更因腿部肌腱斷裂而進行手術。
2010年7月正式退出久光製藥Springs，但並未宣佈引退。8月30日，狩野舞子正式與SPORTS BIZ簽下經紀合約。
2010年8月獲日本排球協會追加入選至日本女排第二期名單，出戰10月尾至11月頭在日本舉行的女排世錦賽；同期入選的還包括栗原惠及首度加入日本女排的中道瞳。
2010年11月正式簽約加盟意大利甲組排球聯賽的球隊 - Riso Sccoti PAVIA，開始在海外的排球聯賽中上陣。
2025年1月3日，與偶像團體WEST.的成員桐山照史結婚。

## 軼事
- 久光製藥Springs時期的隊服背後印上選手名是「MAIKO」，以免與姐姐狩野美雪混淆。
- 她的母親及姐姐過去都是八王子實踐高校的女排選手。

## 生涯及得獎經歷
- 生涯簡歷

八王子實踐中學→八王子實踐高校→久光製藥Springs（2007-2010年）→ 義大利Riso Sccoti PAVIA（2010年至今）
- 日本女排 - 2009-2010年
- 獲得獎項
  - 2009年 - 第58屆黑鷲旗錦標賽敢鬥獎、最佳六人獎

## 外部連結
- 狩野舞子個人簡介〔SPORTS BIZ〕
- 狩野舞子公式部落格「Kano Maiko@Italy」 （页面存档备份，存于）

1. ↑  . 體育報知. 2025-01-03  [2025-01-03] （日语）.